# ماتياس رولان
ماتياس رولان (بالفرنسية: Matthias Rolland)‏ هو لاعب اتحاد الرغبي فرنسي، ولد في 2 يوليو 1979 في ديجون في فرنسا.

## وصلات خارجية
- ماتياس رولان على موقع ItsRugby.co.uk (الإنجليزية)